# Автоматическая телефонная станция
Автомати́ческая телефо́нная ста́нция (АТС) — система устройств, обеспечивающая автоматическое (без участия оператора или телефонисток) соединение и поддержание телефонной связи между абонентами этой АТС, пользующимися для этого специальными конечными устройствами — телефонными аппаратами, факсами и др. (исторически такую станцию называли локальной АТС, то есть местной АТС, где нет выхода на наружные телефонные сети). Если же АТС является одним из элементов некоторой телефонной сети — то данная АТС должна обеспечивать соединение и поддержание связи со всеми абонентами сети — как «своими», так и подключенными к другим АТС сетям.
Система автоматических телефонных станций обеспечивает установление, поддержание и разрыв соединений между аппаратами, а также дополнительные возможности. Это обеспечивается применением телефонной сигнализации.

## Функции АТС
1. Распознание станцией сигнала инициации вызова от абонента, которому требуется исходящая связь (в классических АТС — это срабатывание линейного реле в расположенном на АТС абонентском комплекте АК соответствующего абонента при снятии им трубки телефонного аппарата).
2. Выдачу этому абоненту сигнала о готовности к приёму управляющей информации (исторически это непрерывный гудок, но были и исключения - например, в Болгарии таким сигналом служила периодически повторяющаяся последовательность звуков "короткий гудок - удлиненный гудок").
3. Приём информации о набираемом номере (первоначально набранные цифры номера передавались соответствующей последовательностью импульсов при обратном вращении диска номеронабирателя, в настоящее время обычно используют более краткие по времени многочастотные сигналы).
4. Запоминание набранного номера.
5. Поиск и выбор (из многих доступных комбинаций «свободных» элементов АТС) варианта проключение тракта связи от АК вызывающего абонента до АК вызываемого абонента (если это абонент той же АТС), либо до канала в направлении АТС вызываемого абонента. Маркирование выбранных элементов тракта «занятыми» в целях невозможности их использования для других соединений, одновременно осуществляемых данной АТС. В случае отсутствия свободных трактов — выдача соответствующего сигнала вызывающему абоненту (в АТС декадно-шаговой системы это был сигнал «занято» — частые гудки, который начинал звучать прямо в середине набора номера).
6. Коммутацию, то есть непосредственное проключение выбранного тракта связи, что обеспечит последующий разговор абонентов по тракту.
7. Передачу сигнала вызова вызываемому абоненту (исторически это периодические прерывистые звонки телефонного аппарата — звонки длительностью 1 сек с интервалами между ними по 4 сек, в настоящее время часто используются мелодии и др. сигналы). Одновременно вызывающему абоненту направляется тональный сигнал «контроль посылки вызова» (аналогичный по длительности: гудок — 1 сек, интервал — 4 сек). В случае, если телефонный аппарат вызываемого абонента занят, то есть у него снята трубка — выдача тонального сигнала «занято» (частые гудки с коротким интервалом между ними) вызывающему абоненту. Временные интервалы сигнализации звонок (гудок) + пауза позволяли определить по звонку категорию вызова:
  - междугородний вызов: 1 с + 2 с (период 3 с);
  - городской вызов: 1 с + 3 с (период 4 с);
  - местный вызов (для предприятий): 1 с + 4 с (период 5 с), однако на распространившихся иностранных АТС это перестало соблюдаться, и все вызовы приравнены к городскому.
8. Подключение к тракту вызываемого абонента после снятия им трубки своего телефонного аппарата.
9. Принятие сигнала разъединения соединения от любого из абонентов (входящего или исходящего), когда будет положена трубка телефонного аппарата. Последующее разъединение элементов тракта связи, установленного между абонентами и маркировка его элементов «свободными» (это обеспечит возможность использовать эти элементы АТС, составлявших тракт связи между абонентами, в тех или иных комбинациях при установке других соединений, устанавливаемых управляющим оборудованием АТС в последующем).

## История
Возникновение первых АТС происходило параллельно и независимо в США и в России.

### В США
Патент на АТС (US Patent No. 447918 10/6/1891) был выдан в 1889 году американскому изобретателю Элмону Строуджеру, создавшему работающую модель искателя ещё в 1888 году, когда ему было 49 лет.
По одной из версий, к изобретению декадно-шагового искателя Элмона Строуджера подтолкнула недобросовестная конкуренция. Э. Строуджер был владельцем похоронного бюро в городе Канзас-Сити и терпел убытки при получении заказов по телефону, так как телефонисткой на станции работала жена его прямого конкурента, владельца другой похоронной компании. Телефонистка направляла все звонки абонентов, вызывавших похоронное бюро, своему мужу. Элман Строуджер поклялся навсегда избавить общество от телефонисток и изобрёл автоматический телефонный коммутатор декадно-шагового типа ёмкостью до 99 абонентов. Построенные по системе Э. Строуджера АТС были весьма надёжны и находились в эксплуатации во всех странах мира до 70-х годов XX века. Такие АТС работали в России[2] до середины 2000-х годов, после чего были демонтированы и заменены на цифровые. Элмон Браун Строуджер является также изобретателем номеронабирателя в виде вращающегося диска, который также в течение десятилетий использовался в телефонных аппаратах.

### В России
Аналогичную автоматическую декадно-шаговую АТС, однако несколько иного принципа действия создали русские инженеры М. Ф. Фрейденберг и С. М. Апостолов-Бердичевский в 1893 году. Работая при кафедре прикладной физики и механики Императорского Новороссийского университета, они сконструировали автоматическую телефонную станцию («телефонный соединитель») на 250 номеров. Это изобретение было в 1895 году запатентовано в Великобритании (патент № 3954). В том же году двое русских учёных усовершенствовали своё детище, снабдив его предыскателем для АТС ёмкостью в 10 000 номеров (английский патент № 10155). В 1896 году Фрейденберг изобрёл линейный машинный искатель для автоматической телефонной станции на 1 тысячу линий с общим многократным полем для группы искателей, а затем ввёл групповые искатели (английский патент № 18912).
В СССР первые АТС производились с 1927 года на заводе «Красная Заря» в Ленинграде, однако это была станция, построенная не на декадно-шаговых искателях, а так называемые машинные АТС (см. ниже).В Москве были следующие АТС машинной системы: 241, 245, 246, 231, 251 и другие.
Жаргонное слово вертушка, обозначающее систему закрытой правительственной связи советской элиты, произошло от того, что именно для этой системы в советском государстве впервые была применена АТС, не использующая телефонисток.

## Типы АТС

### Машинные
В машинных АТС для группы искателей предусматривается общий машинный привод, состоящий из нескольких постоянно вращающихся валов. Подвижная часть искателя приводится в движение при её временном сцеплении с вращающимся валом. Помимо привода, характерными особенностями автоматических станций машинной системы являются не декадное построение контактного поля, и обусловленное этим наличие регистра, то есть использование не прямого, а обходного принципа управления исканием. Своеобразны также конструкция искателя и принцип его работы. Как и подъёмно-вращательный, машинный искатель совершает движение двух видов, но в нём имеется две подвижные части — базовый блок и размещённая на нём рейка со щётками. Базовый блок вращается (вынужденное движение), поворачиваясь на такой угол, чтобы рейка оказалась против того ряда струн контактного поля, в который включены линии направления, выбранного при вынужденном движении базового блока. Затем рейка начинает свободное поступательное движение вдоль струн ряда и останавливается, когда её щётки соприкоснутся с той группой струн, в которую включена свободная в этот момент линия. Очень часто использовался такой вариант искания, когда рейка, не найдя свободного выхода, совершала обратное движение и могла двигаться взад-вперёд, до тех пор пока какая-нибудь из линий не освободится. Этот вариант давал особенно упорным абонентам возможность получить соединение в сильно перегруженном направлении, не набирая многократно один и тот же номер, а лишь держа трубку возле уха и терпеливо дожидаясь момента, когда нужное соединение будет наконец установлено. Наиболее сложная и дорогостоящая часть машинного искателя механическая. Контактное поле искателя составляет небольшую долю его стоимости. Очевидные экономические соображения продиктовали выбор конструкции искателя с большой ёмкостью контактного поля, что позволило уменьшить общее количество искателей на АТС.

### Декадно-шаговые
Декадно-шаговые АТС появились в СССР после Великой Отечественной войны. В них коммутационным элементом является декадно-шаговый искатель — довольно сложное электромеханическое устройство, которое имеет последовательно движущиеся контакты. В местах контактов образуется окисление, повышается сопротивление, к тому же, мощные электромагниты создают постоянную вибрацию, в результате чего сопротивление контактов становится переменным. Всё это приводит к появлению на линии значительных помех, сильно осложняющих передачу по таким каналам цифровой информации.

### Координатные
В качестве коммутационных устройств используются многократные координатные соединители (МКС), представляющие собой электромагнитные приборы параллельного действия. Основным отличием от декадно-шаговых АТС является отсутствие индивидуальных управляющих устройств на каждом коммутационном приборе. Вместо них используются регистры (принимают и запоминают информацию) и маркёры (устанавливают соединение на отдельных ступенях искания по информации, получаемой от регистра).

### Квазиэлектронные
Коммутация осуществляется герконами (тем самым решается проблема окисления контактов в негерметичных реле прежних систем), а управление — электронное, микропроцессорное.
Термином «квазиэлектронная АТС» часто называют также координатные АТС с электронным управлением. Качество связи таких систем лучше, нежели у электромеханических, однако выбранные при проектировании параметры абонентской линии создавали дополнительные сложности. Так, на АТС «Квант» с заниженным по сравнению с классическими значениями напряжением в линии возникала необходимость использования внешнего сетевого блока питания для электронных оконечных устройств — модемов и «кнопочных» телефонов.

### Электронные аналоговые
Коммутация аналогового сигнала осуществляется полупроводниковыми приборами, управление — микропроцессорное. Получили распространение только в качестве малых АТС небольшой ёмкости, в дальнейшем вытеснены электронными цифровыми. Сравнительно с другими схемами имеют низкую помехозащищённость.

### Электронные цифровые
Коммутация и управление полностью цифровые. Аналоговый сигнал оцифровывается в абонентском комплекте и передаётся внутри АТС и между АТС в цифровом виде, что гарантирует отсутствие затухания и минимальное число помех независимо от длины пути между АТС.

### Интернет-АТС
Цифровые АТС, где используется не коммутация каналов, а коммутация пакетов, и транспортом является протокол IP. Такие АТС осуществляют коммутацию устройств IP-телефонии.

### Программные АТС
Компьютерная программа, работающая на сервере или виртуальной машине и выполняющая роль коммутатора телефонных вызовов посредством технологий VoIP: SIP, H.323. H.248 (и других) и передачу звука и других типов медиа-трафика посредством RTP, с оцифровкой, сжатием и кодированием. Оборудование пользователей может быть различным, начиная от VoIP-телефонов и абонентских шлюзов с аналоговыми телефонными аппаратами, до программных телефонов (софтфонов). Благодаря применению технологий WebRTC в браузерах, получили широкое распространение веб-технологии и технологии унифицированных коммуникаций, предполагающие совмещающих возможностей телефонной связи, видео-связи, переписки посредством мгновенных сообщений и т.п.